# La Fortuna (Salvator Rosa)
La Fortuna o Allegoria della Fortuna è un olio su tela del pittore italiano Salvator Rosa, dipinto tra il 1658 e il 1659.

## Storia
Rosa lo dipinse contemporaneamente a Babilonia, un dipinto satirico sulla corte papale romana. Secondo il critico d'arte Brian Sewell il bersaglio dell'opera satirica era papa Alessandro VII, infatti quando alcuni amici del pittore videro l'opera in anteprima gli sconsigliarono di mostrarla in pubblico. Tuttavia nel 1659 il dipinto fu esposto nel Pantheon e questo portò all'arresto e alla scomunica del pittore, che fu salvato dal fratello del papa, Marco Chigi.
Perciò Rosa si convinse che era necessario spiegare il significato del dipinto, convincendo che i soggetti non raffiguravano né il papa, né il clero, né i vari signori italiani.

## Descrizione
Il dipinto raffigura Fortuna, dea della fortuna e personificazione di essa, rovesciare i suoi doni sopra una varietà di animali noncuranti. 
Tradizionalmente Fortuna veniva raffigurata bendata o con gli occhi chiusi, e il vaso contenente i suoi favori, il corno dell'abbondanza o cornucopia, veniva mostrato in posizione verticale. 
Rosa capovolge completamente questa tradizione: gemme, corone, uno scettro, monete d'oro, perle, rose, assieme a grappoli d'uva, cereali, bacche, si riversano dalla cornucopia sugli animali sottostanti. 
A loro volta gli animali calpestano i simboli dell'educazione, delle arti e della conoscenza. L'asino, simbolo del papa, ha addosso un drappo di colore rosso cardinale, con cui oscura un gufo, usato qui come simbolo di saggezza.
Il dipinto sembra voler esprimere il risentimento dell'artista nei confronti del papa, che gli aveva negato il patrocinio.
L'artista include anche riferimenti personali nell'opera: una rosa per significare il suo nome, una tavolozza, un libro che riporta le sue iniziali. Infine un maiale che calpesta una rosa.